# József Bíró
József Bíró (n. 8 iulie 1907, Oradea, Austro-Ungaria – d. 7 ianuarie 1945, Budapesta, Regatul Ungariei) a fost un istoric de artă din Transilvania.

## Monografii
- A modern grafológia. Budapest: Pantheon. 1930.
- Nagyvárad barok [sic!] és neoklasszikus művészeti emlékei (doktori értekezés), Budapest: Centrum. 1932
- A kolozsvári Bánffy-palota és tervező mestere, Johann Eberhard Blaumann. Erdélyi Tudományos Füzetek 63. Cluj. 1933
- A kolozsvári Szent Mihály-templom barok [sic!] emlékei. Cluj-Kolozsvár. 1934
- Két kolozsvári főúri barokk palota. Budapest. 1934.
- A belényesi róm. kath. templom. Budapest. 1935.
- A bonczhidai Bánffy-kastély. ETF 75. Cluj. 1935
- Magyar művészet és erdélyi művészet. ETF 80. Kolozsvár, 1935
- A gernyeszegi Teleki-kastély. Budapest, 1938
- Kolozsvári képeskönyv.  Budapest. 1940
- Az erdélyi magyar műemlékpolitika feladatai. Cluj-Kolozsvár. 1940.
- Erdély művészete. Budapest: Singer és Wolfner. 1941
- Kolozsvár in Bildern. Budapest: Singer és Wolfner. 1941
- Európa festészete. Budapest: Officina. 1942.
- A zsibói kastély. Budapest. 1942.
- Chateaux de Transylvanie. Budapest. 1942.
- Erdély műemlékeinek sorsa a belvederei döntés után. Kolozsvár. 1943.
- Erdélyi kastélyok. Budapest: Új Idők Irodalmi Intézet. 1943